# Renanthera citrina
Renanthera citrina là một loài thực vật có hoa trong họ Lan. Loài này được Aver. miêu tả khoa học đầu tiên năm 1997.

## Hình ảnh

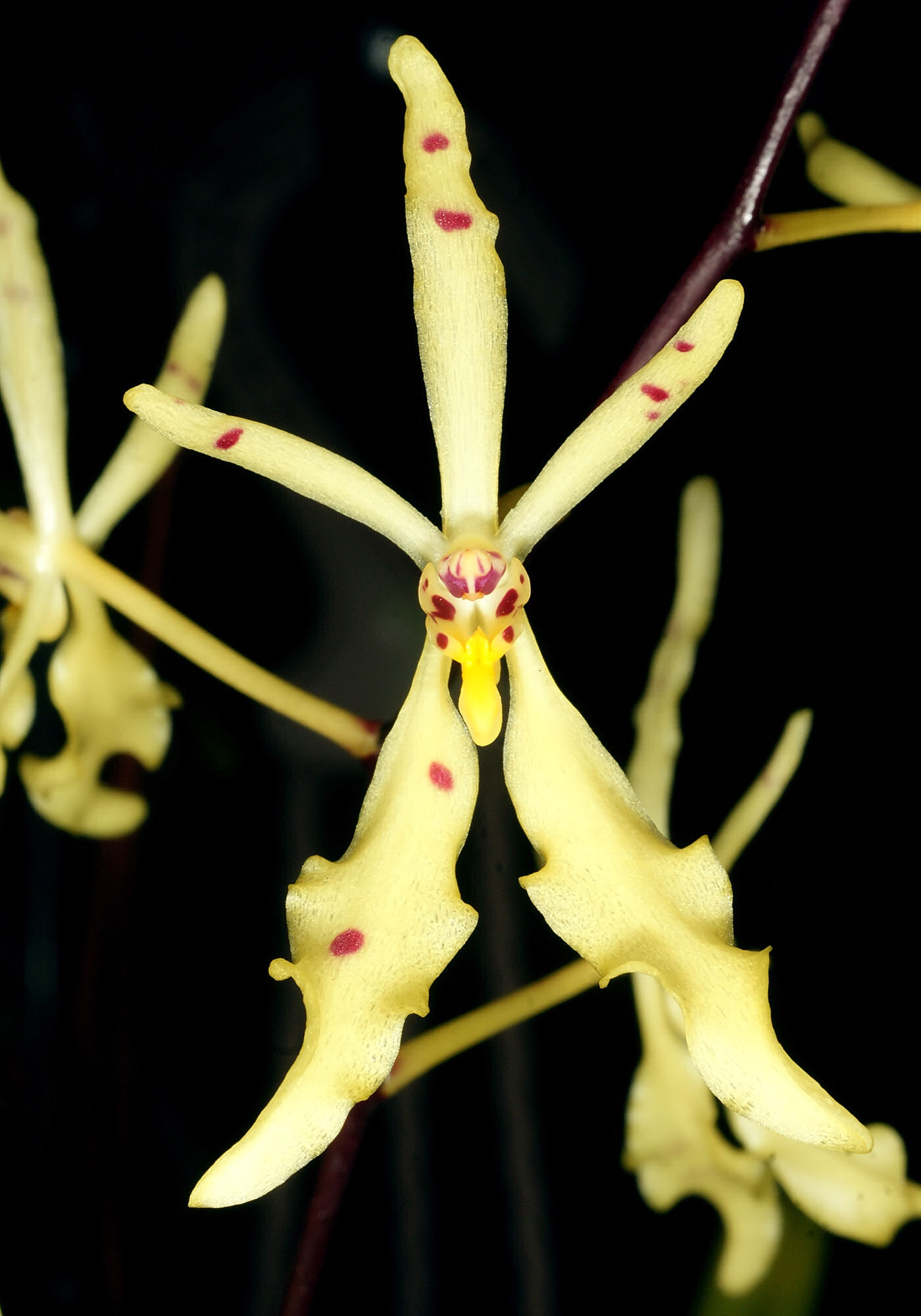